# Parapteroceras escritorii
Parapteroceras escritorii là một loài thực vật có hoa trong họ Lan. Loài này được (Ames) J.J.Wood mô tả khoa học đầu tiên năm 1990.